# Списак ликова из серије Срећни људи
Срећни људи је српска телевизијска серија, снимана у продукцији Радио-телевизије Србије. Сценарио су написали Синиша Павић и Љиљана Павић, а режирали су Александар Ђорђевић и Слободан Шуљагић. Серија има 70 епизода, као и новогодишњи специјал, у трајању од 45 минута. Серија је снимана и емитована у периоду од 1993. до 1996. године.

## Главни ликови

### Вукашин Голубовић
Вукашин је рођен 1955. и живео је у Београду, на периферији. Радио је у канцеларији као папиролог. Оженио се Лолом, са којом има двоје деце (Ђурђину и Небојшу). Након што није имао пара да плати станарину, преселио се са својом породицом код Ристане и Аранђела (његових родитеља). И Вукашин се као и Аранђел посвађао са својим комшијом Остојићем. Улогу је тумачио Десимир Станојевић.

### Лола Голубовић
Лола је рођена 1959. и живи у Београду. Радила је на шалтеру, а касније на језичком одељењу. Удала се за Вукашина Голубовића са којим има двоје деце (Ђурђину и Небојшу). Након што нису имали пара да плате станарину, она се са својим мужем и децом преселила код Ристане и Аранђела (Вукашинових родитеља). Улогу су тумачиле Тања Бошковић и Злата Нуманагић.

### Аранђел Голубовић
Аранђел је рођен 1928. и живи у Београду, на периферији. Радио је као мајстор на грађевини (зидар и тесар). У младости је саградио кућу са својим ортаком Остојићем. Касније су се посвађали око поделе куће и од тад живе у завади. Ожењен је Ристаном (Риском) са којом има сина Вукашина (Вулета). Улогу је тумачио Велимир Бата Живојиновић.

### Ристана Голубовић
Риска Голубовић је рођена 1926. у Београду и живи на периферији Београда са својим супругом Арађелом и четворочланом породицом (сином Вукашином, снајом Лолом и унуцима Небојшом и Ђином). Она је цео свој живот провела као домаћица, па јој и не смета долазак њеног сина Вукашина Голубовића са својом породицом. Она често улази у сукоб са својим комшијом Михајлом Остојићем, из чега произилазе многе комичне ситуације. Чувена реплика, по којој је позната посебно међу младима је: Риска од Ристане, вриска ће тек да настане! Улогу је тумачила Радмила Савићевић.

### Ђурђина Ђина Голубовић
Ђурђина је рођена 1970. и живи у Београду, на периферији. Живи са оцем Вукашином, мајком Лолом, братом Небојшом, дедом Аранђелом и бабом Риском. Студирала је медицину, али је била принуђена да напусти факултет због проблема са професором Гораном Попцем, са којим је касније била у љубавној вези. Након напуштања студија, запослила се као медицинска сестра у болници. Живот јој се нагло променио када се пријавила на избор за мис Југославије, на којем је сплетом необичних околности победила. Улогу су тумачиле Дубравка Мијатовић и Југослава Драшковић.

### Небојша Неца Голубовић
Неца је рођен 1985. и живи у Београду. Живи са оцем Вукашином, мајком Лолом, сестром Ђином, дедом Аранђелом и бабом Риском. Ученик је првог или другог разреда основне школе. Када му је отац Вукашин за рођендан поклонио пса, којем је дао име Сима, Неца је постао веома везан за њега и веома тешко му је пало када се једног дана изгубио. На крају је ипак, стицајем околности успео да пронађе свог пса. Улогу је тумачио Јанко Миливојевић.

## Епизодни ликови

### Шћепан Шћекић
Данило Лазовић глуми Шћепана Шћекића, рођеног у Црној Гори. Касније се сели у Швајцарску, где се запошљава као физички радник. Његов рад у иностранству, међутим, не траје предуго јер Шћепан доживљава незгоду на радном месту када, по сопственом сведочењу свом поштару Јовану, у отворен шахт упада са две вреће цемента на леђима, али под најповољнијим углом те завршава неспособан за физички, али не и умни рад, са све швајцарском пензијом у Београду која му омогућава веома лагодан живот и на чему инсистира при сваком новом познанству.
Од тада се женио четири пута, последњи пут са Наталијом, која га трпи све до његовог набрајања љубавница синовцу Лунету, када га напушта. Као вечити плејбој, не жали новац на жене и провод, а то кулминира спонзорисањем избора за Мис и његовим чланством у жирију. Као и сваки Црногорац чији је карактер направљен на основу стереотипа, Шћепан инсистира на својој мужевности и части, али неретко дипломатски избегава директан сукоб и било какав конфликт са опонентима. Ипак, инсистира на праведности и избегава криминалце, те Зазиног дечка (брата, како га је представила) Гагија морално осуђује због служења затворске казне, али и саветује да иде у војску како би од њега постао човек.
Са друге стране, ваља напоменути да се држи својих одлука и принципа. Тако при гласању за Мис, неће да се повинује гласу већине који бира Ђурђину Голубовић, него остаје при свом ставу да она то не заслужује и за то даје објашњења, а неслагање осталих га веома иритира. По повратку са те манифестације проналази свој сеф у фотељи отворен и празан, за то као једину блиску особу окривљује спремачицу Зазу, заборавивши притом да јој је он дао кључеве и открио где се налази новац. Након што она дође и каже како је склонила новац, он отрчи у тоалет и крене да се пење на шољу мислећи да је новац тамо. Тада, међутим ломи шољу која му сече ногу "докости" и завршава у болници, где напада Бату Шејна којем је Наталија дошла у посету, али и пушта гусле осталим пацијентима.

#### Породица
Осим брата из Црне Горе којег немамо прилике да видимо, али који га "сваки дан зове" да пита хоће ли Луне завршити факултет, у серији се појављује једино његов синовац Милун Луне Шћекић, апсолвент Правног факултета. Иако остаје доследан својој хладнокрвности и стереотипима који важе за Црногорце, Шћепан у једном тренутку признаје Лунету да им вероватно завиде јер су јаки као породица, кад "стриц о синовцу брине боље него отац о сину", прима га у своју кућу како би што пре завршио факултет, помаже му да заборави на Ђурђину Голубовић, води га у провод.

### Конте Марио Марко дел Тинторето
Властимир Ђуза Стојиљковић глуми конта дел Тинторето, рођеног као Маринко Биџић у Медвеђи. Касније се сели у Италију где је вероватно џепарио и бавио се провалама, што смо могли да видимо и током серије када је више пута покушао да џепари по јавном превозу и на улици, а са собом је носио и алат за обијање брава. Склон преварама и манипулацијама, успео је да убеди старог грофа Тинторета да га усвоји непосредно пре него што је умро и тиме постао гроф. Доказе о свом пореклу је куповао по бувљацима у Италији и користи сваку прилику да истакне како припада елити. У неком тренутку, највероватније у Италији је упознао Малину Војводић. По повратку у Србију, Марио проваљује у њену кућу и покушава да обнови љубавне односе са Малином, што она са гнушањем одбија јер зна све о њему и његовој прошлости. После површинске ране, коју је сам себи нанео пуцањем из пиштоља, гроф завршава у болници где покушава да изгради однос са главном медицинском сестром Антонијом. По изласку из болнице, Марио и Антонија отпочињу везу. Марко вешто лаже како је богат, утицајан, да има дворац у Италији, а у ствари искоришћава Антонију да би му она уступила стан, као и да би крао новац из њене ташне и имао где да руча.
У међувремену, мафијаш Озрен Солдатовић сумња како иза напада на њега стоји италијанска мафија, чији је члан наводно и гроф Тинторето. Да би склопио мир са њима, Озрен позива Мариа на ручак и даје му пун кофер новца под условом да гроф напусти земљу и никада се не врати. Марио узима новац којим враћа дуг хотелу у коме је боравио и платио рачуне у Малинином бутику. Проси Антонију и изводи њу и њену породицу у нов Малинин ресторан. Смишља изговоре како мора хитно да телефонира са пословним партнерима из Рима, а у ствари одлази у коцкарницу где губи сав новац, па чак и бунду коју је пре тога поклонио Антонији и бежи на споредни излаз.
На крају завршава на “Ранчу проклетих“ као нови Цанин љубавник, где тотално избацује италијански језик и титулу и представља се као Маринко, музички уметник. Пред дочек нове године, одлази да набави улазнице за њега и Цану, када налеће на Шћепана Шћекића и краде његов новчаник пун девиза. Решен да се никада више не врати Цани, одлази у хотел, али у ходнику случајно среће Антонију и брзо се крије у женском тоалету. Након Антоније, у тоалет улази и Шћепанова нова супруга Заза и вришти. Шћепан јури Маринка кроз хотел и сустиже га у кухињи, где је решен да га пребије због украденог новчаника. Раздваја их Чарли и користећи своју магију, враћа Шћепану новчаник у џеп. Маринка је такође запазио и Озрен, убеђен да му је италијанска мафија поставила бомбу у торту. Приморава Маринка да узме торту и однесе је. Поново без новца, Маринко се враћа Цани, али овог пута с тортом.

### Озрен Солдатовић
Душан Голумбовски глуми Озрена Солдатовића, рођеног око 1945. године у Смедереву, а када је имао свега две године мајка га је оставила. Убрзо затим је отишао да живи са маћехом Јованком у Чачку, где је живео до осамнаесте године, када га је маћеха избацила из куће, уз образложење да је био веома проблематичан. Са сличним пријатељима убрзо је отишао у Италију, где је постао значајна фигура у свету мафије.
Купује вилу у Београду, у коју се убрзо и усељава, заједно са женом Озренком, са којом се касније стално свађа, јер је она оправдано сумњала да је он вара и да планира да је убије; како би наследио огромно богатство које се води на њено име. Окружује га обезбеђење које може пружити снажан отпор и самој полицији. Њихов шеф (који је пред крај серије смењен) носи надимак Роки, и у стању је да уради све што му се нареди па је једном приликом подметнуо бомбу пословној жени Малини Војводић. Убрзо, Солдатовић доводи у своју вилу и саму маћеху, иако га је она избацила из куће кад је био млад. Иако јој је био пружен изузетан комфор, стара жена је свесно остала при свом ставу да је њен син „обичан мангуп који је ојадио народ“.
Иницијални разлог његовог доласка у Београд, био је чињеница да му је локална естрадна звезда Катарина, звана Кети побегла у југословенску престоницу без његовог знања. Када су рекеташи бацили кашикару на клуб где је она певала, Солдатовић је купио локал и отворио сопствени. Убрзо је купио и локал где је отворена коцкарница. Кроз неколико месеци, Солдатовић практично постаје власник пола Београда - продавница аутомобила, бутика, тржних центара, салона, банке... Међутим, убрзо добија страх од конкуренције, па покушава да убије Малину Војводић, бившу певачицу која се вратила из Италије и редом купила више локала, које је он планирао да купи. Посумњао је да иза ње стоји конкурентска мафијашка група, која је у неколико наврата покушала да га убије, шаљући му бомбе (од којих је једна екплодирала и направила му велику материјалну штету). Био главни спонзор Избора за Мис Југославије 1995. године и безуспешно је покушао је да „изгура“ Кети, која се пријавила. Убрзо се испоставило да још увек има великих проблема са другим мафијашима, јер је и даље масовно добијао телефонске претње, а сумњао је да су покушали да га отрују мишомором, да је чак написао и тестамент. На крају серије се повукао из посла, дајући велики новац Голубовићима, Шћепану Шћекићу и другима за које је веровао да стоје иза претњи, покушавши да уведе миран и безбрижан живот у свој дом. Али, претње су наставиле да стижу.

#### Срећни људи: Новогодишњи специјал
Озрен Солдатовић за дочек нове 1997. године са супругом Озренком одлази у ресторан са обезбеђењем, на пејџеру му стиже порука „Даће Бог да цркнеш“. Затим у шаљивој пошти му пише да проведе ноћ као да му је последња и због тога га ухвати паника да ће га убити, а на новогодишњој лутрији добија торту са специјалним изненађењем унутра за које мисли да је бомба и због тога ју је поклонио Маринку Биџићу који се представља као Конте Марио Марко дел Тинторето (јер је живео и радио у Италији).

#### После серије Срећни људи
Број људи у његовом окружењу се смањио. Болесна маћеха му је убрзо умрла, а он се са 60 година развео од супруге. У међувремену је добио новог младог помоћника, Густава Стојановића званог Аламуња, који уместо сада већ старог мафијаша обавља „прљаве“ послове.

##### Бела лађа
Солдатовић је знатно остарео, а његовом лошем изгледу и здрављу доприноси нездрав начин живота који води. Ипак, примећује се да се са моралног аспекта значајно поправио, иако још увек има везе са мафијом, подсвесно се спрема и за нека боља дела спрам друштва, мада и даље има манију гоњења. Његова извршна снага је мафијаш Густав Стојановић, звани Аламуња, кога је Озрен пронашао као уличног криминалца и покушао од њега да направи значајну фигуру у свету мафије, у чему није много успео, с обзиром на Аламуњино понашање. Био је главни финансијер Странке здравог разума, чији је председник био Срећко Шојић. Пошто му дуго није враћена огромна сума новца која је потрошена у предизборној кампањи странке за парламентарне изборе, Солдатовић је дао могућност Шојићу да заступа и брани његове интересе на политичкој сцени државе, а он би му за узврат опростио дуг. Како мандатар и актуелни премијер Мајсторовић није успео да формира владу, расписали су се нови парламентарни избори, а Солдатовић је одлучио да се више политички ангажује и уђе у скупштину, било са Шојићем, Хаџиздравковићем или Пантићем. Благоје Пантић је успео да га наговори да финансира изборну кампању странке Поштени грађани, чији је председник Димитрије Пантић, Благојев отац. Такође је последњи пут упозорио Шојића на понашање током кампање и запретио да ће га уклонити са политичке сцене и убити уколико га не слуша и не заступа његове интересе као што је договорено. Ипак, од Шојића није било много користи, па се окренуо Хаџиздравковићу, председнику Странке демократске ренесансе; који га је недуго затим оптужио да је партија доживела раскол због његовог новца. На крају серије је један од тајкуна који су, у кабини „Беле лађе“, формирали владу.

### Жарко Попара
Зоран Ранкић глуми Жарка Попару, уведеног у 7. епизоди телевизијске серије Срећни људи. По први пут се појавио у сцени у којој су поред Ранкића играли Михаило Јанкетић у улози Палигорића и Тања Бошковић као Лола Голубовић. Иако је по Павићевом сценарију замишљен као надобудни лик и лопина, прототип руководећег кадра тог времена, Ранкић је касније говорио да је Попару уобличио својим импровизацијама. Отуда је проистекла и реплика Госпођице госпођо којом је ословљавао Лолу Голубовић у даљем току серије. Сходно томе да је руководилац јавног предузећа, Попарин лик злоупотребљава положај, самовољно располажући средствима, док супарницима прети Лисичјим потоком. У 22. епизоди приказана је Попарина породица коју чине супруга Божидарка (Љиљана Мишка Јанковић), чији се лик већ појавио у једној од претходних епизода, односно син јединац. (Алек Родић, у неким каснијим епизодама играо је стражара у затвору.) Попара се кроз серију сусреће са готово свим најважнијим ликовима, укључујући и Озрена Солдатовића (Душан Голумбовски) од ког узима мито да би наместио резултат избора за Мис. Последње појављивање лика било је у неколико епизода пред крај серије, после чега његова секретарица Беба (Гордана Бјелица) открива да је ухапшен.